# Dom Muzyki i Tańca w Zabrzu
Dom Muzyki i Tańca – hala widowiskowo-rozrywkowa, wzniesiona w 1959 r. w Zabrzu, według projektu architektów Zygmunta Majerskiego i Juliana Duchowicza. Miejsce licznych imprez rozrywkowych o charakterze lokalnym i ogólnopolskim. Jedna z czołowych sal w Polsce pod względem wielkości (2008 miejsc siedzących), o bardzo dobrych parametrach akustycznych i możliwościach technicznych.
Od 1992 r. miejsce koncertów „Serce za serce” Fundacji Rozwoju Kardiochirurgii im. prof. Zbigniewa Religi w których brali udział m.in.: Plácido Domingo, José Carreras i Chris de Burgh.